# Степове (Мелітопольський район)
Степове́ — село в Україні, в Якимівській селищній громаді Мелітопольського району Запорізької області. Населення становить 309 осіб. До 2017 року орган місцевого самоврядування — Горьківська сільська рада.

## Географія
Село Степове розташоване за 181 км від обласного центру, 57 км від районного центру та 0,5 км від селища Кошове. Селом тече пересихаючий струмок з загатою. Найближча залізнична станція Якимівка (за 35 км).

## Історія
Село засноване 1932 року.
16 травня 2017 року, в ході децентралізації, Горьківська сільська рада об'єднана з Якимівською селищною громадою.
12 червня 2020 року, відповідно до розпорядження Кабінету Міністрів України № 713-р «Про визначення адміністративних центрів та затвердження територій територіальних громад Запорізької області», затверджено склад Якимівської селищної громади Якимівського району.
17 липня 2020 року, в результаті адміністративно-територіальної реформи та ліквідації Якимівського району, село увійшло до складу Мелітопольського району.
Село тимчасово окуповане російськими військами з 24 лютого 2022 року.

## Населення
За даними перепису населення 2001 року, у селі мешкало 309 осіб. Мовний склад населення був таким:
| Мова       | Число осіб | Відсоток |
| ---------- | ---------- | -------- |
| українська | 253        | 81.88    |
| російська  | 38         | 12.30    |